# 輔大駅
輔大駅（ほだいえき）は台湾新北市新荘区にある台北捷運新荘線（中和新蘆線）の駅。駅番号はO19。駅名は輔仁大学に由来し、当初計画での駅名は「輔仁大学駅」であったが、当大学は一般的に輔大と略されるため、「輔大駅」となった。なお、日本語でそのまま「輔仁大学駅」と呼ぶこともある。台湾初の大学名のつく地下鉄駅名である。

## 歴史
- 2012年1月5日 - 新荘線が当駅まで開業[2]。
- 2013年6月29日 - 当駅～迴龍駅まで延伸開業し、中間駅となる[3]。

## 駅構造
地下2階に島式ホーム1面2線がある地下駅:頁97-98。ホーム上には開業時からフルスクリーンタイプのホームドアが設置されている。出口は4つある:頁97-98。

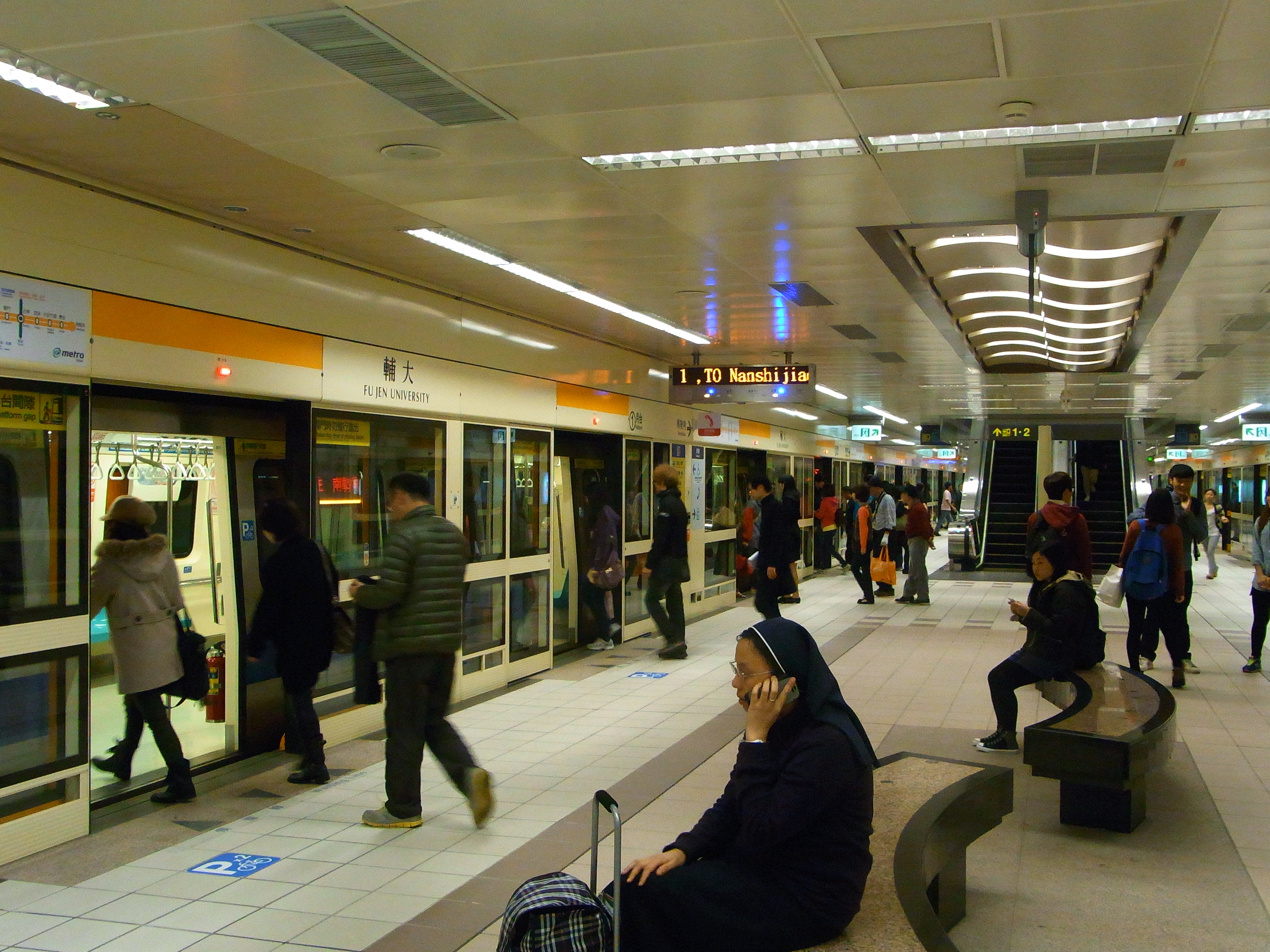
ホーム(2013年2月)

### 駅階層
| 地面      | 出入口                               | 出入口                                                   |
| 地下 一階 | 改札階                               | 駅本屋、インフォメーション、自動券売機、自動改札、トイレ |
| 地下 二階 | 1番線                                | ←■中和新蘆線 迴龍方面（丹鳳駅）                          |
| 地下 二階 | 島式ホーム、車両左側のドアが開閉する |                                                          |
| 地下 二階 | 2番線                                | →■中和新蘆線 南勢角方面（新荘駅）→                       |

### 駅出口
- 出口1：輔仁大学
- 出口2：建国一路
- 出口3：福営路
- 出口4：三泰路

## 利用状況
| 年   | 年間      | 年間      | 年間       | 年間  | 日平均 | 日平均 |
| 年   | 乗車      | 下車      | 乗下車計   | 出典  | 乗車   | 乗下車 |
| ---- | --------- | --------- | ---------- | ----- | ------ | ------ |
| 2012 | 5,562,273 | 5,554,396 | 11,116,669 | [ 6 ] | 15,365 | 30,709 |
| 2013 | 4,999,562 | 5,095,938 | 10,095,500 | [ 6 ] | 13,697 | 27,659 |
| 2014 | 3,748,781 | 4,027,819 | 7,776,600  | [ 6 ] | 10,271 | 21,306 |
| 2015 | 3,753,610 | 4,023,932 | 7,777,542  | [ 6 ] | 10,284 | 21,308 |
| 2016 | 3,776,877 | 4,015,231 | 7,792,108  | [ 6 ] | 10,319 | 21,290 |
| 2017 | 3,696,253 | 3,942,892 | 7,639,145  | [ 6 ] | 10,127 | 20,929 |
| 2018 | 3,888,114 | 4,113,059 | 8,001,173  | [ 6 ] | 10,652 | 21,921 |
| 2019 | 3,950,474 | 4,209,450 | 8,159,924  | [ 6 ] | 10,823 | 22,356 |
| 2020 | 3,777,915 | 4,011,699 | 7,789,614  | [ 6 ] | 10,322 | 21,283 |
| 2021 | 2,920,148 | 3,101,872 | 6,022,020  | [ 6 ] | 8,000  | 16,499 |

## 駅周辺
- 輔仁大学 - 駅名の由来。
- 三重客運（中国語版）輔大站
- コストコ 新荘店
- 福営交番
- 大魯閣バッティングセンター
- 輔仁大学附属病院
- 輔大花園観光夜市（中国語版）
- YouBike（新北市公共自転車（中国語版））捷運輔大駅(4号出口)

## 隣の駅
台北捷運
■新荘線
丹鳳駅 O20- 輔大駅 O19 - 新荘駅 O18